# Torre Martina (Sant Pol de Mar)
La Torre Martina és una obra de Sant Pol de Mar (Maresme) inclosa a l'Inventari del Patrimoni Arquitectònic de Catalunya.

## Descripció
Torre de planta quadrada, situada al sud-oest del terme municipal. Podria haver funcionat amb una masia, que no s'ha conservat. L'accés a l'interior de la torre s'efectuava mitjançant una porta situada a l'alçada de la primera planta, possiblement comunicada amb la masia. La torre es conserva en pràcticament tota la seva alçada, amb espitlleres a la part superior dels seus murs de tancament. Les restes corresponents a la seva evolució i ús se situen al subsòl.

## Història
La part superior de la torre, la renglera d'espitlleres, sembla un afegit del segle xix, corresponent a les guerres carlines.